# یونان نوذرادان
یونان نوذرادان (فارسی: یونان نوذرادان، متولد ۱۱ اکتبر ۱۹۴۴)، که با نام دکتر نو نیز شناخته می‌شود، یک جراح، شخصیت تلویزیونی و نویسنده ایرانی-آمریکایی است. وی در جراحی عروق و جراحی‌های چاقی تخصص دارد. او به دلیل کمک به بیماران چاق از دست دادن وزن در مجموعه تلویزیونی واقعیت TLC زندگی زندگی ۶۰۰ پوندی من (۲۰۱۲ - حال) مشهور است.

## تحصیلات و حرفه پزشکی
دکتر نوزارادان ایرانی‌تبار است وی در سال ۱۹۷۰ با مدرک دکترای پزشکی از دانشگاه تهران فارغ‌التحصیل شد. و در سال ۱۹۷۱ در برنامه جهت‌گیری پزشکی در دانشگاه سنت لوئیس شرکت کرد و یک دوره کارآزمایی جراحی در حال چرخش را در بیمارستان سنت جان (که توسط سیستم درمانی St. John Providence اداره می‌شود) در دیترویت میشیگان به اتمام رساند. نوزارادان عضو کالج جراحی آمریکاست.
نوزارادان در حال حاضر عضو جراحی چاقی هیوستون در هیوستون، TX و در چندین بیمارستان محلی نیز عمل می‌کند. او همچنین به عنوان «یکی از پیشگامان تکنیک لاپاروسکوپی با حداقل تهاجم» توصیف شده‌است، وی همچنین نویسنده چندین نشریه علمی در مورد چاقی و لاپاروسکوپی می‌باشد.

### اتهامات نادرست
در سال ۲۰۰۷، کالین شپرد پس از مرگ دخترش تینا شپرد، از نوزارادان شکایت کرد. وی ادعا کرد که نوزارادان نتوانسته‌است دختر خود را از خطرات ناشی از جراحی بای پس معده آگاه کند. شپرد یک سال پس از عمل در اثر عوارض نارسایی کبد و مسمومیت با خون درگذشت. در دادخواست همچنین بیان شده‌است که مراقبت‌های مناسب پس از مراقبت انجام نشده‌است. نوذرادان اظهار داشت: «ما تماس گرفتیم و به او زنگ زدیم تا قرارهای بعدی را تعیین کند و او گفت که خواهد آمد، اما هرگز حاضر نشد.»
در سال ۲۰۱۲، همسر بیماری که جان خود را از دست داده‌است، با تشکیل دادخواستی ادعا کرد که نوزارادان و بیمارستانی که در آن کار کرده بود، نتوانستند به درستی از شدت وضعیت شوهرش تشخیص دهند، که در نهایت پس از انجام یک عمل منجر به فوت وی شد.
نوذرادان این ادعاها را تکذیب کرد و دادخواست کمی پس از یک سال بعد رد شد.
مجدداً در سال ۲۰۱۲، میشل پارک، بیمار، به دلیل سوء استفاده از نوزارادان و متخصص بیهوشی خود شکایت کرد. وی ادعا کرد که نوزارادان طی یک عمل، یک قطعه لوله ۶٫۶۹ اینچ را به جای گذاشت و این لوله به سوراخ شدن روده بزرگ، منجر شد. این دادخواست به دلایل نامعلومی رد شد. نوذرادان ادعا کرد: «دادخواست علیه من رد شد زیرا من کسی نبودم که لوله را رها کنم.»
در ژوئن سال ۲۰۱۷، نوزارادان توسط یک بیمار به مبلغ ۱۰۰۰٬۰۰۰ دلار شکایت شد و ادعا کرد که وی شکم خود را جراحی کرده‌است. وی همچنین ادعا کرد که عمل جراحی بطن چپ باعث ایجاد «شکم تغییر شکل» و «درد شدید» می‌شود. در سال ۲۰۱۸، تقاضای رد دادخواست توسط متهم مطرح شد.
در سپتامبر سال ۲۰۱۷، یک زن ۷۲ ساله از نوزارادان شکایت کرد و ادعا کرد که وی یک اتصال استیل ضدزنگ را رها کرده و درون آن لوله دارد. او به دنبال جبران خسارت بین ۲۰۰۰۰۰ تا ۱٬۰۰۰٬۰۰۰ دلار است. نوزارادان ادعاها را تکذیب می‌کند.

## حضور رسانه‌ای
نوزارادان از آغاز سال ۲۰۱۲ در فیلم زندگی ۶۰۰ پوندی من ظاهر شده‌است. او به ۹۶ قسمت اعتبار داده شده‌است و نمایش همچنان ادامه دارد. او همچنین در بخش‌های شوک بدن، ظاهر شده‌است، از جمله قسمت‌های «نیم تن پدر»، «نیم تن نوجوان» و «نیم تن مادر». نوزارادان کتابی را در مورد تجربیات خود با عنوان آخرین فرصت برای زندگی منتشر کرده‌است. در سال ۲۰۱۹، او کتاب دوم خود را با عنوان "Scale Don't Lie, People Do" منتشر کرد.

## زندگی شخصی
نوذرادان با دلورس مک ردموند ازدواج کرد و بعد از ۲۷ سال در سال ۲۰۰۲ طلاق گرفتند. این زوج سه فرزند دارند. پسرش، جاناتان نوذرادان، به عنوان کارگردان و تهیه‌کننده فیلم زندگی ۶۰۰ پوندی من فعالیت می‌کند.